# Buczek (powiat łaski)
Buczek – wieś w Polsce położona w województwie łódzkim, w powiecie łaskim, w gminie Buczek.
Buczek uzyskał lokację miejską w 1549 roku, zdegradowany po 1683 roku.
Miejscowość jest siedzibą gminy Buczek.
Przez miejscowość przebiegają drogi wojewódzkie 483 i 484.

## Historia
Na terenie obecnej szkoły odkryto w 1948 r., zbadane w 1949 r., cmentarzysko wczesnośredniowieczne grobów szkieletowych i stwierdzono istnienie tu osady z XI w. Znalezione w 14 grobach przedmioty pozwoliły stwierdzić, że pochówki dotyczyły kobiet i mężczyzn z różnych warstw społecznych: lokalnego feudała, kmieci-wojów i kmiotków, a znalezionymi wyrobami były: włócznie, topory, ostrogi, ozdoby. Skorupy naczyń glinianych świadczyły, że posługiwano się szybkobieżnym kołem garncarskim. 
Jan Długosz cytuje nazwę wsi z dokumentów pochodzących z 1354 r. Wiadomość ta dotyczy przekazania dziesięciny ze wsi Chocieszów (Kocieszew) k. Buczku ufundowanemu przez arcyb. Jarosława ze Skotnik h. Bogoria kościołowi paraf. w Pabianicach. W ostatniej dekadzie XIV w. występuje Nicolaus rector ecclesiae de Buczek, co świadczy o tym, że parafia w Buczku powstała przed 1391 r. W końcu tego wieku występują nazwy: Buczek, Buczkowo, Buczkowice. 
W XV w. właściciele Buczku przyjmują nazwisko Buczkowskich albo Buczków, później Gomolińskich h. Jelita, którzy w 1549 wyjednali u króla Zygmunta Augusta prawa miejskie dla Buczku. Nie była to jednak udana lokacja i wkrótce o niej zapomniano. 
W XVII w. Buczek przechodzi do Walewskich h. Kolumna. Ostatnim niepodzielnym właścicielem z tego rodu był Mateusz. W 1820 r. dobra kupuje Kazimierz Swinarski. W 1846 r. następuje parcelacja dóbr pośród spadkobierców. Została wystawiona na publicznej licytacji w 1853 r. i sprzedana wraz z wsią Sierznia za 30000 rs.. Następnie zakupu wsi dokonał Honoriusz Łubieński, którego za długi wywłaszczyło Towarzystwo Kredytowe Ziemskie w 1888 r. 
Od 1904 roku właścicielem dóbr Buczku był Stanisław Lorentz, fabrykant ze Zgierza. W 1922 roku z inicjatywy właściciela dóbr, powstaje Ochotnicza Straż Pożarna, której pierwszym prezesem jest Julian Rutkowski. W roku 1926, powstaje pierwsza w powiecie łaskim kasa pożyczkowo-oszczędnościowa. W tym samym roku, syn Stanisława Lorentza, Jerzy, zwany "Młodym Lorentzem". Ten doprowadził do parcelacji dóbr i kupił wieś Szadek, gdzie urządza swoją rezydencję. Na krótko przed wybuchem II wojny światowej, Jerzy Lorentz sprzedaje część majątku, by zasilić fundusze NSDAP. Podczas wojny został zapoznany jako zagorzały nazista. Podczas okupacji niemieckiej w 1943 Niemcy wprowadzili dla wsi okupacyjną nazwę nazistowską Buscheck, zniszczyli część nagrobków na miejscowym cmentarzu, oraz wybudowali 3 domy, zwane "besarabkami", z powodu przeznaczenia ich dla Niemców przesiedlonych z Besarabii. Istnieją one do dziś. 
Ostatnim właścicielem był Julian Rutkowski, a całe dobra miały wtedy tylko 605 ha powierzchni. Rutkowski zostaje wywłaszczony przez władze komunistyczne, które w dworku za kościołem urządzają sklep Gminnej Spółdzielni, a w rezydencji Jerzego Lorentza w Szadku – Państwowe gospodarstwo rolne. W roku 1946 działalność rozpoczyna Koło Gospodyń Wiejskich. W 1950 roku powstaje Szkoła Podstawowa im. Marii Konopnickiej, której pierwszym dyrektorem jest Julia Nowacka. W podobnym okresie powstaje młyn. Pod koniec lat 60. rozpoczyna się elektryfikacja Buczku i okolicznych wsi. W 1972 roku powstaje Ośrodek Zdrowia. Od lat 80. rozpoczęto rozbudowę sieci kanalizacyjnej i wodociągowej. W tym samym czasie rozebrano dworek przy kościele, ze względu na jego zły stan techniczny. We wsi działa również SKR. W roku 1988 wybudowano nową siedzibę, dla miejscowej Ochotniczej Straży Pożarnej, Biblioteki Publicznej oraz Gminnego Ośrodka Kultury.
W 1992 roku do Buczku przyłączono wsie Brojsce, Lgów, Pieńki, Szadek i Wygwizdów oraz nadano nazwy ulicom. W 1997 roku rozpoczęła się budowa sali gimnastycznej, przy Szkole Podstawowej, która zostaje oddana do użytku w 2000 roku.
W latach 1954–1972 wieś należała i była siedzibą władz gromady Buczek. W latach 1975–1998 miejscowość należała administracyjnie do województwa sieradzkiego.

## Zabytki

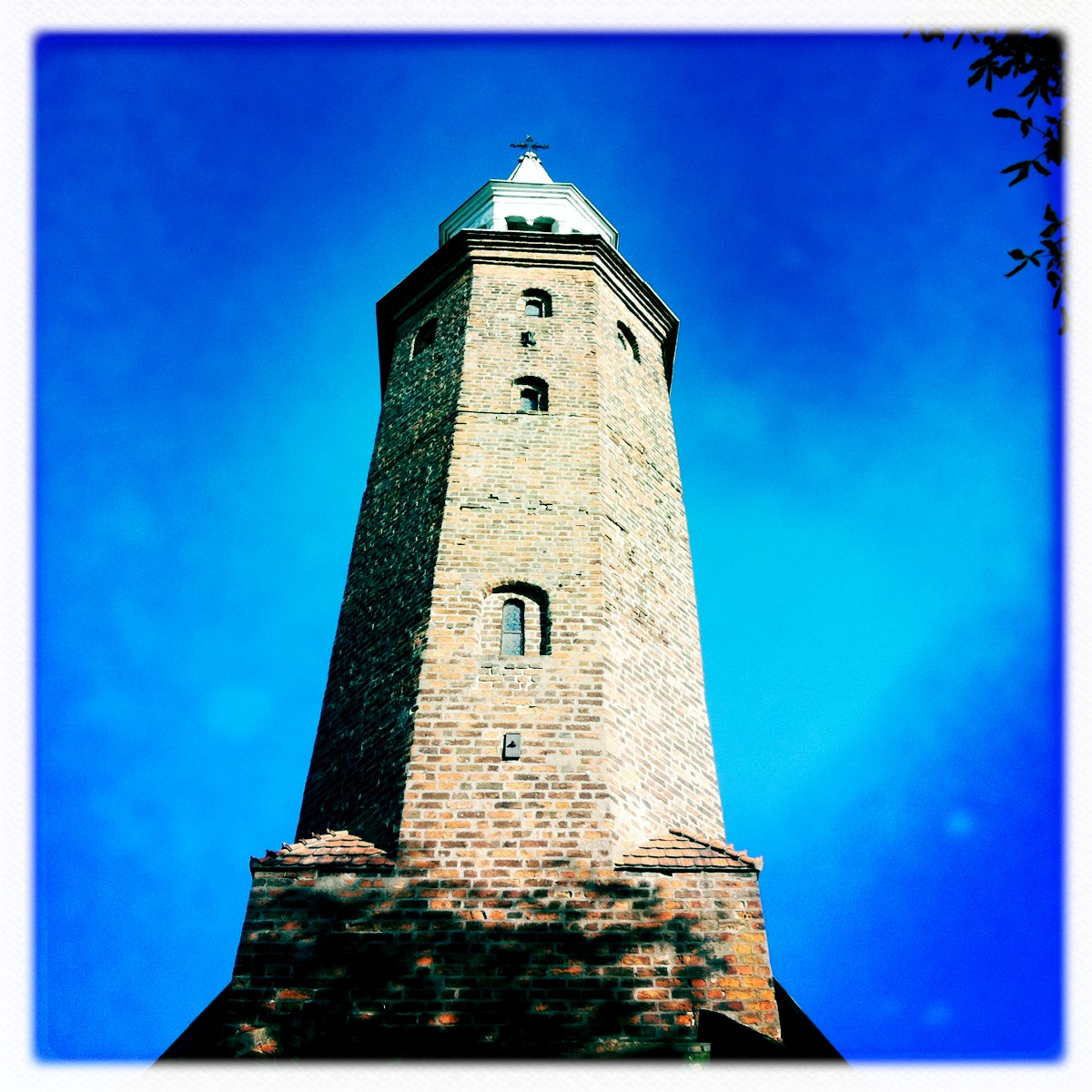
Wieża kościoła parafialnego (ostatnia gruntowna renowacja w 1923r.)

W centrum wsi stoi parafialny kościół murowany św. Jana Chrzciciela, najprawdopodobniej z XV w., przebudowany na przełomie XV/XVI w. Fundatorami byli Buczkowscy, których krypta grobowa znajduje się pod prezbiterium. Budowla gotycka, z cegły, orientowana. Do nawy dobudowano kaplice: od pn. Gomulińskich h. Jelita, od pd. Walewskich h. Roch. Ołtarz główny z bramkami wykonany ok. 1620 r., ołtarze boczne z XVIII w. Obok kościoła pomnikowe okazy drzew: lipa drobnolistna o krótkim pniu i wiąz szypułkowy. 
Na cmentarzu parafialnym mogiły żołnierzy poległych w 1914 r. oraz mogiła Tomasza Słomiana, lotnika polskiego, który zginął w czasie kampanii wrześniowej 1939 r.

## Kultura
W latach 1908–1910 wybudowano Dom Ludowy, gdzie miejscowa społeczność, przez długi czas organizowała różne uroczystości. W latach 50. działała strażacka orkiestra dęta. W 1988 roku wybudowano nowy budynek, gdzie działalność rozpoczął Gminny Ośrodek Kultury. Siedziba jest wyposażona w salę, scenę, oraz pracownie. Na przestrzeni lat odbywały się tam zajęcia plastyczne, muzyczne, taneczne i teatralne, a także kursy języka angielskiego. W 1994 roku działalność rozpoczął chór "Bogoria", rok później reaktywowano orkiestrę dętą.
Od 1997 roku, pod koniec czerwca, w Buczku organizowane jest Święto Truskawki. Impreza ma charakter uroczystego zakończenia sezonu truskawkowego dla plantatorów i zbieraczy owocu, uprawianego w okolicy od początku XX wieku. Pierwsza "Truskawka" odbyła się na terenie Parku przy kościele św. Jana Chrzciciela i tam odbywała się do roku 2003.
W latach 2004–2008 impreza przeniosła się na większy teren Zespołu Szkoły Podstawowej i Gimnazjum Publicznego. W tych latach buczkowskie Święto Truskawki miało rangę powiatową. 
Z racji rozpoczęcia budowy boiska w ramach programu Orlik 2012, w 2009 roku, "Truskawka" przeniosła się na plac Gminnej Spółdzielni, między ulicami Spółdzielczą a Parkową, obejmując również ulicę Parkową i park, gdzie odbywały się pierwsze edycje święta. Od tamtej pory Święto Truskawki trwa przez dwa dni (ostatni weekend czerwca). Zwiększona została ranga imprezy do Wojewódzkiego Święta Truskawki, a następnie od 2015 roku do Krajowego Święta Truskawki. Rokrocznie zapraszane są gwiazdy polskiej oraz zagranicznej estrady. W latach 2020–2021 impreza się nie odbyła z powodu obostrzeń związanych z pandemią COVID-19.  
Od samego początku obecne były różnorakie konkursy dla uczestników, stoiska podmiotów i stowarzyszeń lokalnych, a także wystawa maszyn rolniczych. W latach 2010–2012, jako impreza towarzysząca odbywała się faza finałowa Gminnej Ligi Orlikowej. Od roku 2011 w trakcie święta przyznawany jest tytuł Honorowego Obywatela Gminy Buczek.

## Sport
W miejscowości, od 1981 roku, działa klub piłki nożnej, Orkan Buczek, występujący obecnie w IV lidze polskiej piłki nożnej. Od 2012 roku działa Ludowe Towarzystwo Sportowo-Rekreacyjne Buczek które zrzesza zawodników tenisa stołowego. LTSR Buczek jest kontynuacją ŁTSR Łask, który działał w latach 1991-2012. Zespół uczestniczył w rozgrywkach ligowych mężczyzn do 2015 roku. Później klub skupił się na szkoleniu zawodników i startach indywidualnych. Z LTSR Buczek wywodzi się Wiktoria Wróbel, brązowa medalistka Indywidualnych Mistrzostw Polski z 2020 roku.